# Vklad
Vklad je typ závazku, který vznikne uzavřením smlouvy o jednorázovém vkladu. Vkladatel, kterým může být fyzická i právnická osoba, se zavazuje složit peněžní vklad u peněžního ústavu, ten jej chce přijmout a později ho i se sjednaným úrokem vrátit. Právně je vklad upraven v ustanoveních § 2680 a 2681 občanského zákoníku.
Peněžním ústavem zde může být zejména banka (bankovní vklad), ale třeba také spořitelní a úvěrní družstva. Smlouva o vkladu je protipólem smlouvy o bankovním účtu, od níž se liší tím, že díky jednorázovosti vkladu nedochází ke změně výše vložených finančních prostředků. Od smlouvy o úschově se zase liší tím, že předmětem vkladu není nějaká konkrétní věc, ale peníze. V praxi mohou být vklady označovány také jako jednorázové termínované vklady.
Vkladatel má právo na nakládání s vkladem, to však může být podmíněno předložením dokladu potvrzujícího vklad a jeho výši, jímž je vkladní list.
Dále má právo na úroky, případně další majetkové výhody (např. náhodná výhra či pravidelná prémie) plynoucí z toho, že s peněžním vkladem disponuje peněžní ústav. Výše úroků či další majetkové výhody se sjednávají ve smlouvě o vkladu. Nakládání s vkladem je možno vinkulovat určením hesla nebo jiné podmínky, např. jen se souhlasem třetí osoby nebo až od určitého dne.

## Vklad na cizí účet
Vkládat lze nejen na vlastní účet, nýbrž i na cizí účet: Taková platba či operace je označována jako direct deposit nebo direct credit. Tato platební metoda plní stejné účely jako peněžní převod, trvá však kratší dobu: Okamžitě. Zato však jde o osobní hotovostní akt na pobočce vedoucí daný účet, i na cizí účet, i u cizí banky. Pokud by šlo o stejnou banku, kdy oba, plátce i příjemce, mají účty vedeny ve stejné bance, přímý vklad na cizí účet pak už, oproti převodu peněz mezi účty, žádné výhody nepřináší: Dnes už se vnitrobankovní převody provádějí okamžitě. Naopak, nevýhodou jsou vyšší poplatky: Je totiž nutná obsluha zaměstnancem banky, manipulace fyzickými penězi atp.